# Umaghlesi Liga 2011/2012
Umaghlesi Liga 2011/2012 (georgiska: უმაღლესი ლიგა 2011-2012) är den 23:e säsongen av toppligan i georgisk fotboll. Ligan inleddes den 6 augusti 2011 och avslutades den 20 maj 2012. Den georgiska fotbollsfederationen beslutade inför säsongen att den skulle utökas, och från och med denna säsong spelar 12 lag i Umaghlesi Liga. Regerande mästare var FK Zestaponi eftersom de vann Umaghlesi Liga 2010/2011. Säsongen vanns av FK Zestaponi på samma poäng som Metalurgi Rustavi. Från början tilldelades Metalurgi titeln genom att Metalurgi hade en seger mer än vad Zestaponi hade. Efter protester från Zestaponi beslöt sig förbundet den 21 maj 2012 för att tilldela FK Zestaponi guldet.

## Lag
På grund av att GFF beslutat att utöka antalet lag från 10 till 12 direktnedflyttades inga lag från säsongen 2010/2011. Dock fick de två sämst placerade lagen, FK Spartaki Tschinvali och FK Samtredia spela ett singelmatchkval mot de tredje- och fjärdeplacerade lagen från Pirveli Liga 2010/2011, Dila Gori och Tjichura Satjchere. I dessa matcher återvann Spartaki Tschinvali sin plats i Umaghlesi Liga efter att ha slagit Tjichura med 2-1, medan Samtredia flyttades ned eftersom klubben förlorade sin match mot Dila Gori med 2-0. Samtredia bröt därmed en tvåårig svit i ligan, medan Dila Gori flyttades upp efter att ha tillbringat tre år i Pirveli Liga. 
Ligan förändrades ytterligare inför säsongen genom att införa en grundspelomgång där klubbarna spelar returmöten mot alla lag. De 8 bäst placerade lagen därefter går vidare till mästarslutspelet där vinnaren koras till segrare. De fyra sämst placerade lagen går i sin tur vidare till ett ned-/uppflyttningskval mot fyra klubbar från Pirveli Liga 2011/2012.
De direktkvalificerade lagen (vinnaren och 2:an i Pirveli Liga) var mästarna FK Gagra och tvåan Merani Martvili. Gagra återkom till ligan efter endast en säsongs frånvaro medan Merani Martvili gjorde sin debut i Umaghlesi Liga.
Övriga förändringar var att Olimpi Rustavi inför säsongen bytte namn till ett av dess före detta namn, Metalurgi Rustavi.

### Kvalspel till Umaghlesi Liga 2011/2012
|             | 29 maj 2011 | Tjichura Satjchere | 1 – 2              | Spartaki Tschinvali        | Boris Paitjadze-stadion, Tbilisi     |                                      |
| 14.00 CET+2 | 14.00 CET+2 | 61′ Gvetadze       | Rapport (engelska) | 8′ Metreveli 27′ Buzaladze | Publik: 2 000 Domare: Lasja Silagava | Publik: 2 000 Domare: Lasja Silagava |
| 14.00 CET+2 | 14.00 CET+2 |                    |                    |                            | Publik: 2 000 Domare: Lasja Silagava | Publik: 2 000 Domare: Lasja Silagava |
| 14.00 CET+2 | 14.00 CET+2 |                    |                    |                            | Publik: 2 000 Domare: Lasja Silagava | Publik: 2 000 Domare: Lasja Silagava |

|             | 30 maj 2011 | Dila Gori                           | 2 – 0              | FK Samtredia | Boris Paitjadze-stadion, Tbilisi           |                                            |
| 14:00 CET+2 | 14:00 CET+2 | 45′ Razjamasjvili 48′ Razjamasjvili | Rapport (engelska) |              | Publik: 1 500 Domare: Malchaz Beuklisjvili | Publik: 1 500 Domare: Malchaz Beuklisjvili |
| 14:00 CET+2 | 14:00 CET+2 |                                     |                    |              | Publik: 1 500 Domare: Malchaz Beuklisjvili | Publik: 1 500 Domare: Malchaz Beuklisjvili |
| 14:00 CET+2 | 14:00 CET+2 |                                     |                    |              | Publik: 1 500 Domare: Malchaz Beuklisjvili | Publik: 1 500 Domare: Malchaz Beuklisjvili |

## Lagöversikt
| Klubb               | Stad      | Hemmaplan                     | Publikkapacitet |
| ------------------- | --------- | ----------------------------- | --------------- |
| Baia Zugdidi        | Zugdidi   | Gulia Tutberidze-stadion      | 5 000           |
| FK Gagra            | Tbilisi   | Ameristadion                  | 1 000           |
| Dila Gori           | Gori      | Tengiz Burdzjanadze-stadion   | 5 000           |
| Dinamo Tbilisi      | Tbilisi   | Boris Paitjadze-stadion       | 54 549          |
| WIT Georgia         | Mtscheta  | Mtscheta Parki                | 2 000           |
| FK Zestaponi        | Zestaponi | Davit Abasjidze Stadion       | 4 600           |
| Kolcheti Poti       | Poti      | Pazisi-stadion                | 6 000           |
| Merani Martvili     | Martvili  | Tsentraluri stadioni Martvili | 2 000           |
| Metalurgi Rustavi   | Rustavi   | Poladi-stadion                | 6 000           |
| Sioni Bolnisi       | Bolnisi   | Tamaz Stepania-stadion        | 3 000           |
| Spartaki Tschinvali | Gori      | Tengiz Burdzjanadze-stadion   | 5 000           |
| Torpedo Kutaisi     | Kutaisi   | Givi Kiladze-stadion          | 14 700          |

## Statistik

### Ligatabell
| Nr | Lag                    | S  | V  | O | F  | GM | IM | MS  | P  |
| -- | ---------------------- | -- | -- | - | -- | -- | -- | --- | -- |
| 1  | FK Zestaponi           | 22 | 17 | 3 | 2  | 45 | 17 | +28 | 54 |
| 2  | Dinamo Tbilisi         | 22 | 14 | 3 | 5  | 44 | 24 | +20 | 45 |
| 3  | Torpedo Kutaisi        | 22 | 13 | 4 | 5  | 33 | 19 | +14 | 43 |
| 4  | Metalurgi Rustavi      | 22 | 9  | 6 | 7  | 25 | 26 | −1  | 33 |
| 5  | Merani Martvili        | 22 | 9  | 3 | 10 | 23 | 26 | −3  | 30 |
| 6  | Baia Zugdidi           | 22 | 8  | 4 | 10 | 21 | 26 | −5  | 28 |
| 7  | Dila Gori              | 22 | 7  | 5 | 10 | 29 | 28 | +1  | 26 |
| 8  | FK Kolcheti-1913 Poti  | 22 | 6  | 8 | 8  | 19 | 24 | −5  | 26 |
| 9  | WIT Georgia            | 22 | 6  | 7 | 9  | 23 | 27 | −4  | 25 |
| 10 | FK Spartaki Tschinvali | 22 | 6  | 6 | 10 | 22 | 32 | −10 | 24 |
| 11 | FK Gagra               | 22 | 6  | 3 | 13 | 21 | 32 | −11 | 21 |
| 12 | FK Sioni Bolnisi       | 22 | 2  | 6 | 14 | 13 | 37 | −24 | 12 |

#### Inbördes möten
| Hemma \ Borta | DIN | BAI | ZES | MET | GAG | MER | TOR | WIT | KOL | DIL | SPA | SIO |
| Dinamo        | —   | 5–1 | 2–2 | 2–3 | 3–0 | 2–1 | 2–0 | 2–0 | 1–1 | 2–0 | 2–0 | 1–0 |
| Baia          | 2–1 | —   | 1–2 | 1–2 | 3–0 | 1–0 | 1–1 | 0–1 | 2–0 | 0–0 | 1–3 | 3–0 |
| Zestaponi     | 5–1 | 1–0 | —   | 2–0 | 4–1 | 3–1 | 0–1 | 2–0 | 1–1 | 0–4 | 5–2 | 1–0 |
| Metalurgi     | 0–2 | 2–0 | 0–0 | —   | 1–1 | 2–1 | 2–0 | 0–0 | 0–0 | 3–1 | 0–0 | 1–2 |
| Gagra         | 1–2 | 0–1 | 0–1 | 2–0 | —   | 3–0 | 0–1 | 1–0 | 1–2 | 2–1 | 0–0 | 0–0 |
| Merani        | 2–1 | 1–0 | 0–2 | 1–2 | 1–0 | —   | 1–0 | 3–0 | 0–2 | 2–2 | 2–0 | 3–0 |
| Torpedo       | 2–1 | 0–0 | 1–2 | 3–0 | 5–2 | 2–1 | —   | 2–2 | 4–1 | 2–1 | 2–0 | 2–0 |
| WIT           | 2–2 | 4–0 | 0–1 | 0–2 | 1–0 | 0–0 | 0–1 | —   | 2–1 | 4–3 | 0–0 | 4–1 |
| Kolcheti      | 0–3 | 0–0 | 0–2 | 3–1 | 2–3 | 0–1 | 0–0 | 2–0 | —   | 0–1 | 1–0 | 2–1 |
| Dila          | 1–2 | 0–2 | 0–2 | 3–1 | 1–0 | 3–0 | 0–1 | 1–1 | 0–0 | —   | 1–2 | 1–0 |
| Spartaki      | 1–2 | 1–2 | 1–5 | 0–1 | 2–1 | 1–2 | 2–0 | 2–1 | 1–1 | 2–2 | —   | 0–0 |
| Sioni         | 0–3 | 2–0 | 1–2 | 2–2 | 1–3 | 0–0 | 1–3 | 1–1 | 0–0 | 0–3 | 1–2 | —   |

### Mästarslutspel
De åtta lag som placerat sig bäst under den ordinarie säsongen efter ett hemmamöte samt ett bortamöte mot alla lag i ursprungsligan gick vidare till slutspelet. De åtta lagen var FK Zestaponi, FK Dinamo Tbilisi, Torpedo Kutaisi, Metalurgi Rustavi, Merani Martvili, Baia Zugdidi, Dila Gori och FK Kolcheti-1913 Poti.
Innan rundan inleddes räknades poängen om så att endast resultaten mellan klubbarna som finns med i slutspelet räknas med. Alltså dras poängen som klubbarna tagit mot de fyra sämsta lagen bort. Därefter spelas en ny omgång med ett hemmamöte och ett bortamöte för vardera klubb mot de sju andra kvarvarande lagen med början den 12 mars 2012.
Slutspelet avslutades den 20 maj 2012, och inledningsvis annonserades Metalurgi Rustavi som segrare på 55 poäng. Detta beslutade sig förbundet dagen efter för att ändra på, då FK Zestaponi tilldelades segern på målskillnad, inte vinster som man tidigare utgick från. Tvåa slutade därmed Metalurgi Rustavi på samma poäng.
| Nr | Lag                   | S  | V  | O  | F  | GM | IM | MS  | P  |
| -- | --------------------- | -- | -- | -- | -- | -- | -- | --- | -- |
| 1  | FK Zestaponi          | 28 | 16 | 7  | 5  | 52 | 28 | +24 | 55 |
| 2  | Metalurgi Rustavi     | 28 | 17 | 4  | 7  | 39 | 28 | +11 | 55 |
| 3  | Torpedo Kutaisi       | 28 | 14 | 6  | 8  | 34 | 25 | +9  | 48 |
| 4  | Dinamo Tbilisi        | 28 | 10 | 10 | 8  | 47 | 35 | +12 | 40 |
| 5  | Dila Gori             | 28 | 10 | 7  | 11 | 38 | 32 | +6  | 37 |
| 6  | FK Kolcheti-1913 Poti | 28 | 8  | 8  | 12 | 25 | 39 | −14 | 32 |
| 7  | Baia Zugdidi          | 28 | 5  | 7  | 16 | 25 | 49 | −24 | 22 |
| 8  | Merani Martvili       | 28 | 6  | 3  | 19 | 31 | 55 | −24 | 21 |

#### Skytteliga
| Nr | Spelare              | Klubb           | Mål (S) |
| -- | -------------------- | --------------- | ------- |
| 1  | Mate Vatsadze        | Dila Gori       | 8 (0)   |
| 1  | Giga Zjvania         | Merani Martvili | 8 (6)   |
| 1  | Dzjaba Dvali         | Zestaponi       | 8 (1)   |
| 4  | Tornike Gorgiasjvili | Zestaponi       | 5 (0)   |

### Ned- och uppflyttningsslutspel
De fyra sämst placerade lagen efter den ordinarie säsongen tävlar i en grupp med 4 klubbar från Pirveli Liga. Dessa klubbar tävlar om de 4 platserna i Umaghlesi Liga nästa säsong. De fyra klubbarna från Umaghlesi Liga är FK Gagra, FK Sioni Bolnisi, WIT Georgia och FK Spartaki Tschinvali. Från Pirveli Liga kommer Guria Lantjchuti, Tjichura Satjchere, Mertschali Ozurgeti och Dinamo Batumi. 
Till skillnad från mästarslutspelet nollställs här alla tidigare tagna poäng vilket innebär att alla klubbar inleder spelet med 0 poäng. Därefter spelar varje klubb en hemmamatch och en bortamatch mot de andra klubbarna med start den 12 mars 2012.
Den sista matchomgången spelades den 21 maj 2012. Vann gjorde Tjichura Satjchere, som flyttas upp tillsammans med Dinamo Batumi. Två lag lyckades genom att sluta 3:a och 4:a behålla sina platser i ligan, FK Sioni Bolnisi och WIT Georgia.
| Nr | Lag           | S  | V | O | F  | GM | IM | MS  | P  |
| -- | ------------- | -- | - | - | -- | -- | -- | --- | -- |
| 1  | Tjichura      | 14 | 8 | 2 | 4  | 25 | 15 | +10 | 26 |
| 2  | Dinamo Batumi | 14 | 7 | 3 | 4  | 18 | 13 | +5  | 24 |
| 3  | Sioni         | 14 | 6 | 6 | 2  | 23 | 13 | +10 | 24 |
| 4  | WIT Georgia   | 14 | 7 | 2 | 5  | 19 | 11 | +8  | 23 |
| 5  | Guria         | 14 | 6 | 5 | 3  | 22 | 21 | +1  | 23 |
| 6  | Spartaki      | 14 | 6 | 3 | 5  | 19 | 16 | +3  | 21 |
| 7  | Gagra         | 14 | 3 | 4 | 7  | 14 | 21 | −7  | 13 |
| 8  | Mertschali    | 14 | 0 | 1 | 13 | 3  | 33 | −30 | 1  |

#### Skytteliga
| Nr | Spelare               | Klubb    | Mål (S) |
| -- | --------------------- | -------- | ------- |
| 1  | Giga Kverentjchiladze | Guria    | 8 (0)   |
| 2  | Gia Todua             | Guria    | 7 (1)   |
| 3  | Davit Bolkvadze       | Sioni    | 6 (4)   |
| 4  | Tornike Mumladze      | Tjichura | 5 (0)   |
| 4  | Levan Melkadze        | Spartaki | 5 (1)   |